# Repräsentantenhaus von Louisiana
Das Repräsentantenhaus von Louisiana (Louisiana House of Representatives) ist das Unterhaus der Louisiana State Legislature, der Legislative des US-Bundesstaates Louisiana.
Die Parlamentskammer setzt sich aus 105 Abgeordneten zusammen, die jeweils einen Wahldistrikt repräsentieren. Jede dieser festgelegten Einheiten umfasst eine Zahl von durchschnittlich 42.500 Einwohnern (Stand 2000). Die Abgeordneten werden jeweils für vierjährige Amtszeiten gewählt. Das Repräsentantenhaus von Louisiana ist eines von nur fünf Unterhäusern in den Vereinigten Staaten, wo dieses geschieht. Fast alle anderen Unterhäuser, einschließlich des US-Repräsentantenhauses, werden für eine zweijährige Amtszeit gewählt. Es existiert eine Beschränkung der Amtszeiten auf drei Amtszeiten (zwölf Jahre).
Der Sitzungssaal des Repräsentantenhauses befindet sich gemeinsam mit dem Staatssenat im Louisiana State Capitol in der Hauptstadt Baton Rouge.

## Struktur der Kammer
Vorsitzender des Repräsentantenhauses ist der Speaker of the House. Der Speaker wird normalerweise durch den Gouverneur (obwohl dies nicht in der Geschäftsordnung verankert ist) vorgeschlagen und dann vom ganzen Parlament gewählt. Außerdem hält er die Stellung des Chief Leaders. Er ist auch für den Ablauf der Gesetzgebung verantwortlich und überwacht die Abstellungen in die verschiedenen Ausschüsse. Das Repräsentantenhaus wählt auch den Speaker pro tempore, um bei einem Ausfall des Speakers für diesen einzuspringen.
Derzeitiger Speaker ist der Republikaner Chuck Kleckley, als Speaker pro tempore fungiert der ebenfalls der republikanischen Partei angehörende Tanner Magee.

## Zusammensetzung
Zum Ende des Jahres 2022 hatte das Repräsentantenhaus von Louisiana 104 Mitglieder mit folgender Parteizuordnung:
| Partei | Partei                 | Abgeordnete |
| ------ | ---------------------- | ----------- |
|        | Republikanische Partei | 69          |
|        | Demokratische Partei   | 33          |
|        | parteilos              | 2           |
| Summe  | Summe                  | 104         |